# 吉田竜夫
吉田 竜夫（よしだ たつお、1932年3月6日 - 1977年9月5日）は、日本の漫画家、アニメ原作者、実業家。本名・吉田龍夫（読みは同じ）。京都府京都市出身。アニメ制作会社タツノコプロの設立者で初代代表取締役。

## 来歴
1932年、京都市に生まれる。終戦後間もなく、両親を失う。絵を独学で学び、新聞や雑誌の挿絵、紙芝居の下絵などを描いて生計を立てる。地元・京都の新聞社で働いた後に上京し、絵物語作家として活動を始める。1954年にデビューした後、1955年から梶原一騎と組んで作品制作を続ける。1960年代には漫画家に転向。梶原と組んだ『チャンピオン太』やオリジナル作品の『少年忍者部隊月光』がヒットし、相次いでテレビドラマ化された。特に『忍者部隊月光』は2年間放映され、映画も作られるなど忍者ブームの一端を担った。
1962年10月、実弟の吉田健二と九里一平とともに株式会社竜の子プロダクション（現・タツノコプロ）を設立。初代社長に就任する。当初は漫画専門のプロダクションとして創設され、吉田の版権やアシスタントを管理を行なっていたが、吉田がアニメーション制作に強い意欲を持ち始めたことからアニメ制作に乗り出す。
1965年、タツノコプロのアニメ第一作『宇宙エース』が放映される。その後も次々と日本アニメ史上に残るヒット作品を世に送り出す。
1972年、『昆虫物語 みなしごハッチ』で第17回小学館漫画賞を受賞。
1977年9月5日午後9時10分、肝臓がんのため東京都千代田区の日本医科大学付属第一病院で死去。45歳没。
吉田の死後、社長は弟の吉田健二と九里一平が引き継ぐ。しかし、タツノコプロが大手玩具メーカータカラ（現・タカラトミー）の子会社となったのに伴い、2人とも2005年7月に退任した。
2005年、東京国際アニメフェアで行われた東京アニメアワードにて、「日本のアニメを作った20人」の一人として特別功労者賞が授与された。

## 人物
タツノコプロ（竜の子プロダクション）の創設者として知られる。初代社長として『科学忍者隊ガッチャマン』『ハクション大魔王』『昆虫物語 みなしごハッチ』など数々のヒット作品を世に送り出し、日本アニメの黎明期を支えた。
創業経営者一族の「吉田三兄弟」の長男であり、次弟は吉田健二（アニメプロデューサー、タツノコプロ第2代社長・初代会長）、三弟は九里一平（本名：吉田豊治、漫画家・アニメプロデューサー・タツノコプロ第3代社長）。デザイナー、イラストレーターの吉田すずかは長女。
漫画などの原作をもとにしないオリジナルのテレビアニメ作品の制作にこだわり、アメコミのような絵柄でアメリカ的なアニメーションを制作するなど、ほかのアニメ制作会社ではやらないような挑戦をした。
タツノコアニメの初期のキャラクターのデザインは、骨格がしっかり描かれた緻密でクオリティーの高い吉田の画風で描かれていた。当時はタツノコアニメ第一作『宇宙エース』のような簡略化した絵を動かすのが主流だったが、吉田はアメコミのような劇画を動かすことにこだわって『マッハGoGoGo』を作り上げ、それがタツノコプロの源流となった。しかし、他のアニメーターたちには吉田のタッチを真似ることが難しく、スケジュールを順調に進めるためにデフォルメを効かせたシンプルな線のギャグアニメを制作ローテーションに入れることになり、その事が結果としてタツノコの作品の幅を広げた。

## 受賞歴
- 第17回小学館漫画賞（1971年） - 受賞作『みなしごハッチ』
- 東京アニメアワード2005特別功労賞「日本のアニメを作った20人」（2005年）[注 4]

## 主な作品

### 漫画・挿絵・イラスト
| 作者                                                 | タイトル                      | 掲載誌                                     | 発表期間                  | 備考 |
| 絵物語                                               | 絵物語                        | 絵物語                                     | 絵物語                    | 絵物語 |
| ---------------------------------------------------- | ----------------------------- | ------------------------------------------ | ------------------------- | --- |
| 吉田竜夫                                             | 『ジャングル・キング』        | 「少年画報」（少年画報社）                 | 1954年11月号〜1955年4月号 | |
| 梶原一騎（原作）/吉田竜夫（絵）                      | 『荒野の快男児』              | 「少年画報」（少年画報社）                 | 1955年1月号               | 梶原一騎との初コンビ作。 |
| 梶原一騎（原作）/吉田竜夫（絵）                      | 『少年プロレス王 鉄腕リキヤ』 | 「冒険王」（秋田書店）                     | 1955年3月号〜1957年12月号 | |
| 梶原一騎（原作）/吉田竜夫（絵）                      | 『少年プロレス王』            | 「おもしろブック」（集英社）               | 1955年11月号〜12月号      | |
| 梶原一騎（原作）/吉田竜夫（絵）                      | 『ルー・テーズ物語』          | 「おもしろブック」（集英社）               | 1955年11月号              | |
| 梶原一騎（原作）/吉田竜夫（絵）                      | 『プロレス五郎』              | 「おもしろブック」（集英社）               | 1956年1月号〜1957年7月号  | |
| 武田武彦（案）/吉田竜夫（絵）                        | 『世界少年隊』                | 「おもしろブック」（集英社）               | 1957年8月号〜             | |
| 梶原一騎（原作）/吉田竜夫（絵）                      | 『竜巻三四郎』                | 「少年」（光文社）                         | 1957年1月号〜6月号        | |
| 梶原一騎（原作）/吉田竜夫（絵）                      | 『大空行進曲』                | 「少年 お正月大増刊 探偵ブック」（光文社） | 1957年1月号 正月増刊号    | |
| 梶原一騎（原作）/吉田竜夫（絵）                      | 『白虎大助』                  | 「ぼくら」（講談社）                       | 1958年1月号〜12月号       | |
| 漫画                                                 |                               |                                            |                           | |
| 宮川一郎（原作）/吉田竜夫（漫画）                    | 『スーパージャイアンツ』      | 「ぼくら」（講談社）                       | 1959年8月号〜1961年6月号  | 特撮映画『スーパージャイアンツ』の漫画版。桑田次郎、一峰大二、横山まさみちによるコミカライズの後を受け、漫画オリジナルのストーリーを描いた。                                                                    |
| DCコミックス（原作）/吉田竜夫（作画）                | 『スーパーマン』              | 「少年画報」（少年画報社）                 | 1960年5月号〜1960年10月号 | アメコミのフランチャイズの日本版。 |
| 梶原一騎（原作）/吉田竜夫（作画）                    | 『チャンピオン太』            | 「週刊少年マガジン」（講談社）             | 1962年1号〜1963年52号     | 梶原一騎の漫画原作者デビュー作。 |
| 高森朝雄（原作）/吉田竜夫（作画）                    | 『0戦チャンピオン』           | 「ぼくら」（講談社）                       | 1962年8月号〜1963年9月号  | |
| 吉田竜夫                                             | 『少年忍者部隊月光』          | 「週刊少年キング」（少年画報社）           | 1963年1号〜1965年10号     | 特撮番組『忍者部隊月光』の原作。 |
| 高森朝雄（原作）/吉田竜夫（作画）                    | 『大空三四郎』                | 「ぼくら」（講談社）                       | 1963年10月号〜1964年8月号 | |
| 梶原一騎（原作）/吉田竜夫（作画）                    | 『ハリス無段』                | 「週刊少年マガジン」（講談社）             | 1963年51号〜1965年15号    | |
| 吉田竜夫                                             | 『宇宙エース』                | 「少年ブック」（集英社）                   | 1964年7月号〜1966年5月号  | タツノコプロ初のアニメ作品『宇宙エース』のコミカライズ。 |
| 吉田竜夫                                             | 『パイロットA』               | 「少年画報」（少年画報社）                 | 1960年11月号〜1964年4月号 | 同時期の「少年マガジン」に連載された『マッハ三四郎』と共にタツノコプロのアニメ『マッハGoGoGo』の原型になった自動車レース漫画。                                                                                  |
| 久米みのる（原作）/九里一平（漫画）/吉田竜夫（構成） | 『マッハ三四郎』              | 「週刊少年マガジン」（講談社）             | 1960年8号〜1961年52号     | 同時期の「少年画報」に連載された『パイロットA』と共に、タツノコプロのアニメ『マッハGoGoGo』の原型になったオートバイレース漫画。当時、バイクの生産台数トップだったトーハツと講談社の提供でラジオドラマ化された。 |
| 吉田竜夫 竜の子プロダクション                        | 『マッハGoGoGo』              | 「少年ブック」（集英社）                   | 1966年6月号〜1968年5月号  | タツノコプロのアニメ作品『マッハGoGoGo』のコミカライズ。 |
| 吉田竜夫 竜の子プロダクション                        | 『紅三四郎』                  | 「週刊少年ジャンプ」（集英社）             | 1969年10号〜13号          | 九里一平の同題の漫画がアニメ『紅三四郎』の原作であるのに対し、こちらはアニメのコミカライズ版。 |
| 吉田竜夫 竜の子プロダクション                        | 『昆虫物語 みなしごハッチ』   |                                            |                           | タツノコプロのアニメ作品『昆虫物語 みなしごハッチ』のコミカライズ。 |

### アニメ
- 宇宙エース（1965年 - 1966年） - 原作・演出
- マッハGoGoGo（1967年 - 1968年） - 原作・プロデューサー・制作・作詞[注 7]
- おらぁグズラだど（1967年 - 1968年） - プロデューサー
- ドカチン（1968年 - 1969年） - 原作・企画・プロデューサー・製作・制作
- 紅三四郎（1969年） - 原作・制作
- ハクション大魔王（1969年 - 1970年） - 原作・制作
- 昆虫物語 みなしごハッチ（1970年 - 1971年） - 原作・制作
  - 昆虫物語 新みなしごハッチ（1974年） - 原作
  - 昆虫物語 みなしごハッチ リメイク版（1989年年 - 1990年） - 原作
- いなかっぺ大将（1970年 - 1972年） - 製作・制作
- カバトット（1971年 - 1972年） - 製作
- アニメンタリー 決断（1971年） - キャラクターデザイン[注 8]・作画監督[注 9]・制作
- 樫の木モック（1972年） - 企画・制作・キャラクターデザイン[注 10]・制作
- 科学忍者隊ガッチャマン（1972年 - 1974年） - 原作・キャラクターデザイン・制作
  - 科学忍者隊ガッチャマンII（1978年 - 1979年） - 原作・製作[注 11]
  - 科学忍者隊ガッチャマンF（1979年 - 1980年） - 原作
  - GATCHAMAN（1994年） - 原作
- かいけつタマゴン（1972年 - 1973年） - 製作
- けろっこデメタン（1973年） - 企画・キャラクターデザイン[注 12]・制作
- 新造人間キャシャーン（1973年 - 1974年） - 原作・キャラクターデザイン[注 12]・制作
- 破裏拳ポリマー（1974年 - 1975年） - 原作・キャラクターデザイン[注 12]
- てんとう虫の歌（1974年 - 1976年） - 製作[注 13]
- 宇宙の騎士テッカマン（1975年） - 製作
- タイムボカン（1975年 - 1976年） - 製作
- ポールのミラクル大作戦（1976年 - 1977年） - 製作
- ヤッターマン（1977年 - 1979年） - 製作[注 14]
- 一発貫太くん（1977年 - 1978年） - 製作[注 15]
- 風船少女テンプルちゃん（1977年 - 1978年） - 製作[注 15]

## 関連人物

### 親族
- 吉田健二 - 次弟。アニメプロデューサー、タツノコプロ第2代社長・初代会長。
- 九里一平（本名：吉田豊治） - 三弟。漫画家・アニメプロデューサー・タツノコプロ第3代社長。
- 吉田すずか - 長女。タツノコプロ所属のデザイナー、イラストレーター。
- 中野ちひろ - 次女。タツノコプロ編集技師。
- 吉田みちる - 三女。アニメ制作会社Production I.G役員、歌手「MIRChee（みるちぃ）」。
- 石川光久 - 元タツノコプロ社員、Production I.G創設者。三女・みちるの元夫。

### アシスタント
- 内山まもる
- 小山春夫
- 辻なおき
- 望月三起也
- 森藤よしひろ

## エピソード
- 「世界の子供たちに夢を（与えたい）」が口癖であり同時にこれを社是とした[12]。
- 相当な子煩悩であり、自身の子供たちが仕事場をうろついている時も、決して邪魔者扱いはしなかったという。また逆に、子供たちの落書きからアイディアを捻り出そうとし、スタッフに子供たちのスケッチを見せて「使えないか？」と問うた事もあったという。これが高じて長女のすずかは父や叔父たちと同じく漫画家となりデザイナーの道を歩むようになったという。すずかの漫画家デビューの決定は肝臓がんによる闘病の最中かつ、まさしく死の寸前であり、漫画家となった娘にかなり喜んだとされる[12]。